# Montefiore Conca
Montefiore Conca là một đô thị của tỉnh Rimini ở vùng Emilia-Romagna, có vị trí khoảng 120 km về phía đông nam của Bologna và khoảng 20 km về phía nam của Rimini. Tại thời điểm ngày 31 tháng 12 năm 2004, đô thị này có 1.873 người và diện tích là 22,4 km².
Đô thị Montefiore Conca có các frazioni (các đơn vị cấp dưới, chủ yếu là các làng) San Felice, Serra di sopra, Serra di sotto, La Falda, Borgo pedrosa, s. gaudenzio, và Levola.

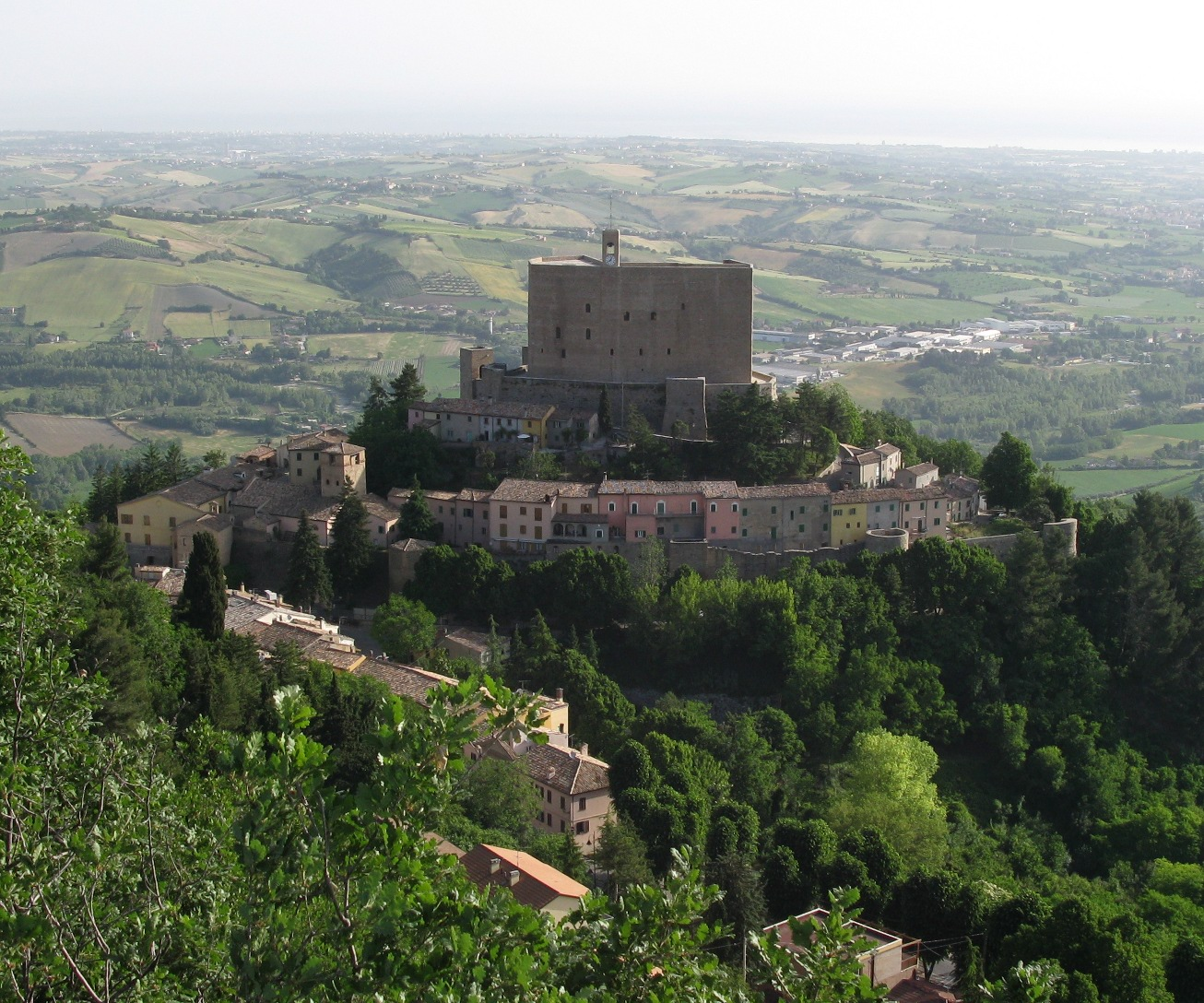
Montefiore Conca

Montefiore Conca giáp các đô thị: Auditore, Gemmano, Mondaino, Morciano di Romagna, Saludecio, San Clemente, Tavoleto.